# Долговский район
Долго́вский район — административно-территориальная единица в Челябинском округе Уральской области РСФСР, существовал в 1925—1930 годах. В настоящее время территория Долговского района входит в Куртамышский, Альменевский, Мишкинский район и Целинный районы Курганской области
Административный центр — село Долговское.

## География
Район был расположен в восточной части Челябинского округа.
Долговский район граничил:
- на севере — с Мишкинскм районом Челябинского округа
- на западе — с Катайским районом Челябинского округа
- на юге — с Усть-Уйским районом Челябинского округа
- на востоке — с Звериноголовским, Куртамышским и Юргамышским районами Курганского округа Уральской области

## История
7 апреля 1924 года Президиум Уралоблисполкома постановил создать в Челябинском округе Уральской области Долговский район с центром в селе Долговское путём слияния с 1 августа 1925 года Коровинского и Косулинского районов.
1 августа 1925 года в район вошло 16 сельсоветов: Белоноговский, Долговский, Жуковский, Коровинский, Костылевский, Косулинский, Кузьминовский, Мыркайский, Пепелинский, Половинский, Рыбновский, Сетовский, Сосновский, Становской, Черноборский, Чистовский.
Решением Президиума Уралоблисполкома от 15 сентября 1926 года Костылевский сельсовет передан в Куртамышский район.
Постановлением ВЦИК от 20 апреля 1930 года район упразднён:
- Белоноговский, Долговский, Жуковский, Косулинский, Кузьминовский, Пепелинский, Рыбновский и Чистовский сельсоветы переданы в Куртамышский район.
- Коровинский, Мыркайский и Сосновский сельсоветы переданы в Мишкинский район.
- Половинский, Сетовский и Становской сельсоветы переданы в Усть-Уйский район.
- Черноборский сельсовет передан в Звериноголовский район.

## Экономика
Долговский район относился к производящим сельскохозяйственную продукцию. Основными культурами были: яровая пшеница — 53,4 % и овёс — 34,7 %, из второстепенных культур выделялись лён 2,8 %. При обеспеченности скотом ниже средней по округу на одно хозяйство приходится голов: рабочих лошадей — 1,2, коров — 1,3, взрослых овец — 1,7. Значительное развитие имеет молочное дело.
Район не промышленный В д. Телегино (Долговский сельсовет) была паровая мельница коопартели «Зерно» с 4 рабочими, и в совхозе Большое Кротово (Рыбновский сельсовет) — мельница № 5, быв. Уралмельтреста с 9 рабочими. Всего в районе насчитывалось до 28 мелких действующих мельниц с 61 рабочим. На 28 маслобойных заводах района было занято 32 человека. Из остальных промыслов: сапожный — занято 78 человек, кузнечный — 74 человека, пимокатный — 69 человек, портняжный — 66 человек, кожевенный — 43 человека, овчинный — 24 человека, санно-тележный — 20 человек. Кроме того в районе насчитывалось 11 маслодельных заводов с 40 рабочими. Все они кооперированы. Всего по району занято в мелкой промышленности около 625 человек.
Район имел 74 культурно-просветительских учреждения в том числе 29 школ 1-й ступени. Население обслуживается: больницей, 5 врачебно-фельдшерских пунктов, 3 ветпункта, 32 торгпредприятиями, из них 15 государственных, 11 кооперативных и 6 частных.

## Национальный состав
По данным переписи 1926 года: русские — 98,8 %, украинцы 0,78 %. Так же проживали белорусы, киргизы (совр. казахи), татары, цыгане. Грамотность населения — 30,6 %.